# Fredrik Weström
Fredrik Vilhelm Weström, född 31 maj 1894 i Alingsås, död 4 maj 1981, var en svensk psykiater.
Weström blev medicine licentiat vid Uppsala universitet 1926, var assistentläkare vid Örebro lasarett 1926–27, tillförordnad stadsläkare i Katrineholm och andra förordnanden 1927–30, underläkare vid Torsby lasarett 1931, andre och förste läkare vid Mariebergs sjukhus i Kristinehamn 1931–34, överläkare vid Umedalens sjukhus 1934 samt överläkare vid och chef för Sankt Sigfrids sjukhus i Växjö 1939–62. 
Weström var byråchef vid Medicinalstyrelsen och överinspektör för sinnessjukvården 1939–41 samt läkare vid psykiatriska och rättspsykiatriska avdelningarna vid fångvårdsanstalten i Växjö 1943–68 och vid Hallanäs sjukhem vid Alvesta.